# 안소니 에드버즈
《안소니 에드버즈》(Anthony Adverse)는 미국에서 제작된 마이클 커티즈 감독의 1936년 모험, 드라마, 멜로/로맨스 영화이다. Hervey Allen의 소설 Anthony Adverse의 첫 번째 파트에 기반을 둔다. 프레드릭 마치 등이 주연으로 출연하였다.
이 영화가 수상한 4개의 아카데미상 가운데 게일 손더가드는 아카데미 여우조연상을 받았다.

## 출연

### 주연
- 프레드릭 마치
- 올리비아 드 하빌랜드

### 조연
- 도널드 우즈
- 아니타 루이즈
- 에드먼드 그웬
- 클로드 레인스
- 루이스 헤이워드
- 게일 손더그라드

## 기타
- 조감독: 윌리엄 H. 캐논
- 의상: 밀로 앤더슨